# 小行星1195
小行星1195（1195 Orangia）是一颗围绕太阳公转的小行星。1931年5月24日，西里爾·傑克遜在约翰内斯堡发现了此天体。
該小行星以南非奧蘭治自由邦省命名。
这颗小行星的绝对星等为328.2588453654845等。